# Karin van Pinxteren
Karin Van Pinxteren ('s-Hertogenbosch, 1967) is een Nederlands installatie- en performance kunstenaar. Van Pinxteren studeerde aan de Academie voor Beeldende Kunsten Sint-Joost in Breda. Zelf stelt ze dat haar werk zweeft tussen de tweede en de derde dimensie.
Maarten van der Vleuten componeerde Kurt's Zimmer Walz, die een onderdeel vormt van Van Pinxterens installatie Kurt's Zimmer. Het werk was onder andere te zien in Museum van Bommel van Dam.